# 大河原恵
大河原 恵（おおかわら めぐみ、1994年2月18日 - ）は、日本の女優。
東京都出身。多摩美術大学造形表現学部映像演劇学科卒業。

## 出演

### テレビドラマ
- 怪奇大作戦 ミステリー・ファイル（2012年、NHK BSプレミアム）
- 怪盗アトム小僧（2016年7月25日、TOKYO MX） - 澤田ひとみ 役
- パラレル東京 DAY1〜DAY4（2019年12月3日 - 12月5日、NHK） - 小池大地 役
- 教場II（2021年1月3日-1月4日、フジテレビ） - 壇よう子 役
- 流れ星（2021年3月22日、NHK BSプレミアム） - 田淵兼子（自称詩人） 役
- 世にも奇妙な物語'21 夏の特別編『三途の川アウトレットパーク』（2021年 、フジテレビ） - 三途の川の係員 役
- 推しの王子様 第2話（2014年10月27日、フジテレビ） - 白石菜美 役
- それでも愛を誓いますか?（2015年7月18日 - 19日、朝日放送） - 土屋志穂 役
- モキュメンタリードラマ「PORTAL-X 〜ドアの向こうの観察記録〜」（2024年1月、WOWOW ） - 沼本風花 役
- 新しい怖い『シカク』（2024年4月26日、CS日テレ ） - 増田光 役

### 映画
- FUGAKU1／犬小屋のゾンビ（2014年、監督：青山真治）
- 閃光、走った！（2015年、監督：松㟢翔平）
- みんな蒸してやる（2015年、監督:大河原恵）
- FuGAK 3／さらば愛しのeien（2016年1月、監督：青山真治）
- ヴァニタス（2016年、監督：内山拓也）
- 秘密 THE TOP SECRET（2016年8月6日公開、監督：大友啓史）
- ワークショップ（2017年、監督：蔦哲一朗）
- エレファントソング（2018年、監督：渡邉高章 ）
- 21世紀の女の子〜恋愛乾燥剤〜（2014年7月、監督：枝優花）
- ウワノソラ（2019年、監督：井川広太郎）
- ある殺人、落葉のころに（2019年10月監督：三澤拓哉 ）
- 平坦な戦場で（2023年、監督：遠上恵未）
- 四月になれば彼女は（2024年、監督：山田智和）
- すべての朝帰りがいつか報われますように（2024年、監督：池亀三太）
- TODOKU YO-NA[1]（2024年、監督：川原康臣）
- エクスネ・ケディの幽体離脱（2024年、監督：甫木元空・井手健介）
- 無名の人生（2025年、監督：鈴木竜也）
- 平坦な戦場で（2025年公開予定、監督：遠上恵未）[2]
- 素敵すぎて素敵すぎて素敵すぎる[3][4]（2025年公開予定、監督：大河原恵）

### ミュージックビデオ
- サニーデイ・サービス「セツナ」（2015年、監督：川原康臣）
- EXNE KEDY「土器」（2024年、監督：甫木元空・井手健介）

### WEBドラマ
- 主人公[5]（2019年9月2日 - 10月7日、YouTube） - 平沼芽衣 役

### 舞台
- アマリリス（2013年）作・演出：池亀三太
- こんにちは、さようなら、またあしたけいこちゃん。（2014年）作・演出：鳥皮ささみ
- 現役女子中学生アイドル連続失踪事件、他（2015年）作・演出：池亀三太
- テレビ万歳！〜宇宙テレビを見るときは、星を明るくして、なるべく地球から離れてみてね〜（2016年）作・演出：伊東翼
- 昼下がりの思春期たちは漂う狼のようだ （2018年、アステールプラザ）作・演出：蓬莱竜太
- タントンの部屋で（2018年）作・演出：三宅章太郎
- 昼下がりの思春期たちは漂う狼のようだ（2021年、東京芸術劇場シアターイースト）作・演出：蓬莱竜太
- 午前0時のラジオ局[6]（2023年、博品館劇場、松下IMPホール、長崎市民会館）作・演出：霧島ロック - 山野佳澄役
- 昼下がりの思春期たちは漂う狼のようだ[7]（2023年、東京芸術劇場シアターイースト）作・演出：蓬莱竜太

### CM
- 「SNICKERS」亀田興毅「カラオケ」編 - 友人 役
- 富士通エフサス 身近に富士通エフサスシリーズ「歌篇」「早口言葉篇」 -友人 役
- 「中部電力」はじめる部 - 理系女子部員、大河原恵 役
- JPRS 「アニメで解説」篇、「サーバー証明書も解説」篇
- スカパー！×広島 広島人の特性篇 - ナレーション
- クラシエ漢方セラピー「肌の悩み篇」
- ミライフ 「寄り添う」篇  - ナレーション
- カルピスウォーター 「春のドキドキ」編、「夏のドキドキ」編 -友人役
- セブン-イレブン 近くて便利 カップデリ」
- ホットペッパーグルメ  - OL 役
- カオナビ「組織が変わる」篇、「才能見つかる」篇  - ショッカー 役
- アース製薬  温泡 デカまる 疲れている人図鑑『File.003 船漕ぎ名人』